# Драгомир Стојановић
Драгомир Ж. Стојановић (Књажевац, 17. август 1878 — Београд, 20. јун 1943) био је армијски генерал Југословенске војске и министар војске и морнарице Краљевине Југославије од 6. априла 1931. до 18. априла 1934. године.

## Биографија
Рођен 17. август 1878. године у Књажевцу, тада Кнежевини Србији, од оца Живка, трговца из Зајечара и мајке Анке из Сокобање. Гимназију је завршио у Нишу, а затим је био је питомац 28. класе Ниже и 11. класе Више школе у саставу Војне академије. Био је приправник у 22. артиљеријском пуку у Версају у периоду између 1907. и 1908. године.
За време Балканских ратова Стојановић је био командир батерије а у Првом светском рату командант дивизиона. На Солунском фронту је био делегат код источне војске, затим начелник штаба команде артиљерије, а једно време је био на служби при Врховној команди. Указана му је част да као изасланик српске војске буде на Вердену у Француској.
У војсци је заузимао готово све положаје. Био је водник, командир батерије, командант дивизиона, командант пука, командант артиљеријске бригаде, командант Дравске дивизијске области, инспектор артиљерије, више пута наставник на разним редовним и специјалним официрским курсевима. Једно време је чак био и први ађутант краља Александра I Карађорђевића, а за министра војске и морнарице је изабран 6. априла 1934. године и обављао ту дужност до 18. априла 1934. године. Био је и командант прве армијске области у Новом Саду. Након атентата на краља Александра одлази у пензију.
Реактиваран је почетком Априлског рата у априлу 1941. године као командант армије у Сарајеву где је остао до капитулације, када је заробљен па се вратио се у Београд и тамо умро 1943. године.

## Одликовања
Три пута одликован Карађорђевом звездом са мачевима: четвртог реда за 1913, трећег реда за 1914-1915. и четвртог реда за 1915. годину.